# Anpassung (Elektrotechnik)
Unter Anpassung zwischen einer elektrischen Last und einer direkt verbundenen elektrischen Quelle wird die Bedingung verstanden, unter der ein Ziel in Blick auf Stromstärke, Spannung, Leistung oder Reflexion erreicht wird. Ferner wird darunter eine Handlung verstanden, mit der das Ziel durch Einfügung eines Zweitors oder durch Dimensionierung erreicht wird. Beispielsweise in der Messtechnik kann es sich um die Anpassung eines elektrischen Signals an den Messbereich eines Messgerätes handeln.

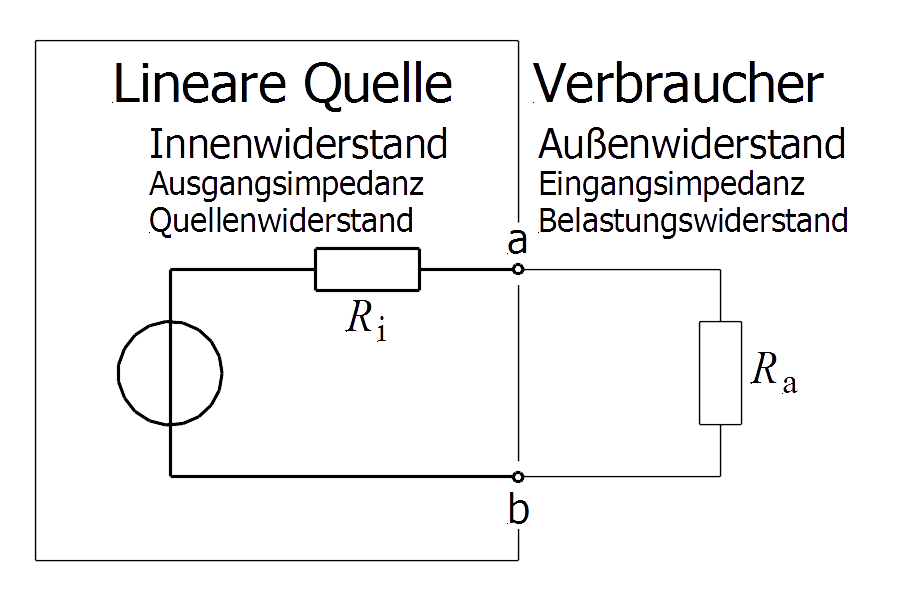
Innen- und Außenwiderstand eines elektrischen Gerätes mit Spannungsquelle

## Arten

Ausgangsleistung einer Spannungsquelle in Abhängigkeit vom Widerstandsverhältnis

Entscheidend für die Art der Anpassung ist das Verhältnis von linearer Ausgangsimpedanz {\displaystyle Z_{\text{i}}} (auch Innenwiderstand {\displaystyle R_{\text{i}}} oder Quellwiderstand genannt) der energieliefernden Stufe zur linearen Eingangsimpedanz {\displaystyle Z_{\text{a}}} (auch Außenwiderstand {\displaystyle R_{\text{a}}} oder Eingangswiderstand genannt) der folgenden Stufe. Von Impedanz wird gesprochen, wenn an einem Widerstand auch induktive oder kapazitive Anteile beteiligt sind.

### Spannungsanpassung
Ist {\displaystyle |Z_{\text{i}}|} wesentlich kleiner als {\displaystyle |Z_{\text{a}}|}, also {\displaystyle |Z_{\text{i}}|\ll |Z_{\text{a}}|}, wird von Spannungsanpassung gesprochen, weil dann eine Änderung von {\displaystyle Z_{\text{i}}} die Ausgangsspannung {\displaystyle U} an den Verbindungspunkten kaum ändert. Die beim Verbraucher ankommende Spannung soll maximal sein in Bezug auf die von der Quelle erzeugte Spannung. Der Ausgang wird dann auch als leerlauffest bezeichnet.
Anwendungen: Das Stromnetz und die Mehrzahl aller Elektrogeräte wie beispielsweise Computer, Motoren. Gegen zerstörerischen Überstrom müssen Sicherungen eingebaut werden.

### Stromanpassung
Beim umgekehrten Fall, also {\displaystyle |Z_{\text{i}}|\gg |Z_{\text{a}}|}, wird von Stromanpassung gesprochen, weil eine Änderung von {\displaystyle Z_{\text{a}}} die Ausgangsstromstärke {\displaystyle I} in der Verbindungsleitung kaum ändert. Die beim Verbraucher ankommende Stromstärke soll maximal sein in Bezug auf die von der Quelle abgegebene Stromstärke. Der Ausgang wird dann auch als kurzschlussfest bezeichnet.
Anwendungen: 20-mA-Einheitssignal in der Automatisierungstechnik, Meldelinien bei Alarmanlagen.

### Leistungsanpassung (Wirkleistungsanpassung)
Wenn {\displaystyle Z_{\text{i}}=Z_{\text{a}}^{*}} (konjugiert komplex) ist, handelt es sich um Leistungsanpassung, genau gesagt um Wirkleistungsanpassung. Die Blindanteile von {\displaystyle Z_{\text{i}}} und {\displaystyle Z_{\text{a}}} kompensieren sich. Die beim Verbraucher an {\displaystyle R_{\text{a}}} ankommende Leistung soll maximal sein in Bezug auf die von der Quelle abgebbare Leistung. Dieses wird unter der Einschränkung erzielt, dass der Wirkungsgrad bei Leistungsanpassung nur 50 % beträgt. Die Hälfte der erzeugten Leistung wird an den Verbraucher abgegeben, die andere Hälfte wird in der Quelle an {\displaystyle R_{\text{i}}} in Wärme verwandelt.
Leistungsanpassung wird immer dann verwendet, wenn es beispielsweise bei Sensoren oder Antennen gilt, geringe Leistung vollständig auszunutzen. Die Anpassung kann mit Transformatoren oder Resonanztransformatoren erfolgen.

### Leitungsanpassung (Scheinleistungsanpassung)

Bezeichnungen zur Anpassung: zwischen zwei Geräten, alternativ an einem Gerät

Wenn {\displaystyle Z_{\text{i}}=Z_{\text{a}}} ist, wird von Reflexions- oder Leitungsanpassung gesprochen und zugleich von Scheinleistungsanpassung. In diesem Falle ist die Übertragungsstrecke homogen, und die reflektierte Leistung wird minimal. Im allgemeinen Falle wird gleichwohl nicht die maximal mögliche Wirkleistung übertragen.

## Fehlanpassung
Bei jeder digitalen oder analogen Schnittstelle entsteht durch das Verhältnis zwischen Ausgangsimpedanz der Quelle und Eingangsimpedanz der Last eine Anpassungsdämpfung. In der Hochfrequenztechnik und der Nachrichtentechnik wird immer Reflexionsanpassung mit {\displaystyle Z_{\text{i}}=Z_{\text{a}}} verwendet, wobei Blindanteile vermieden werden und sich gleichzeitig eine Leistungsanpassung ergibt.
Jeder andere Fall gilt als Fehlanpassung, bei der die von der Last nicht aufgenommene Leistung zur Quelle reflektiert wird und dort Störungen verursacht.